# Мингз, Тайрон
Тайрон Деон Мингз (англ. Tyrone Deon Mings; 13 марта 1993, Бат, Англия) — английский футболист, защитник клуба «Астон Вилла».

## Карьера

### Клубная
Находился в системе «Саутгемптона» и «Бристоль Роверс». В начале своей взрослой карьеры играл в клубах Южной футбольной лиги «Йейт Таун» и «Чиппенем Таун».
С 2012 по 2015 год выступал в Чемпионшипе за футбольный клуб «Ипсвич Таун». Первый матч за команду провёл 4 мая 2013 года в 46-м туре чемпионата против «Бернли». «Ипсвич» проиграл со счётом 0:2. В сезоне 2013/2014 принял участие в 16-ти матчах чемпионата. В сезоне 2014/2015 был игроком основного состава, проведя 42 игры в чемпионате (включая плей-офф). «Ипсвич» занял в Чемпионшипе 6-е место, дающее право играть в плей-офф за выход в премьер-лигу. В играх плей-офф команда уступила «Норвичу».
Летом 2015 года подписал контракт с клубом «Борнмут», который вышел из Чемпионшипа в Премьер-лигу. Стал самым дорогим приобретением в истории «Борнмута» — новый клуб заплатил за него 8 миллионов фунтов. Дебютировал за клуб 25 августа 2015 года в матче 2-го раунда Кубка Лиги против «Хартлпула». «Борнмут» разгромил соперника со счётом 4:0. Первый матч в премьер-лиге провёл 29 августа 2015 года в 4-м туре против «Лестер Сити». Игра завершилась вничью со счётом 1:1. В сезоне 2015/2016 сыграл 1 матч в чемпионате. В сезоне 2016/2017 сыграл 7 матчей в чемпионате. В сезоне 2017/2018 сыграл 4 матча в чемпионате.
С января по май 2019 года был в аренде в «Астон Вилле». Сыграл 18 матчей и забил 2 гола в Чемпионшипе. Вместе с командой выиграл плей-офф за выход в Премьер-лигу. Летом 2019 года «Вилла» выкупила права на Мингса.

### В сборной
За сборную Англии дебютировал 14 октября 2019 года в матче отборочного турнира чемпионата Европы 2020 против команды Болгарии.

## Статистика

### В сборной
Тайрон Мингс дебютировал за национальную сборную Англии 14 октября 2019 года выйдя в стартовом составе в отборочном матче Евро-2020 против Болгарии.

### Матчи за сборную
| №  | Дата            | Оппонент    | Счёт | Голы | Пасы | Карточки | Минуты | Соревнование              |
| -- | --------------- | ----------- | ---- | ---- | ---- | -------- | ------ | ------------------------- |
| 1  | 14 октября 2019 | Болгария    | 6:0  | —    | —    | —        | 90'    | Отбор ЧЕ-2020 (группа A)  |
| 2  | 17 ноября 2019  | Косово      | 4:0  | —    | —    | —        | 90'    | Отбор ЧЕ-2020 (группа A)  |
| 3  | 8 октября 2020  | Уэльс       | 3:0  | —    | 1    | —        | 33'    | Товарищеский матч         |
| 4  | 14 октября 2020 | Дания       | 0:1  | —    | —    | —        | 55'    | Лига наций УЕФА 2020/2021 |
| 5  | 12 ноября 2020  | Ирландия    | 3:0  | —    | —    | —        | 61'    | Товарищеский матч         |
| 6  | 15 ноября 2020  | Бельгия     | 0:2  | —    | —    | —        | 90'    | Лига наций УЕФА 2020/2021 |
| 7  | 18 ноября 2020  | Исландия    | 4:0  | —    | —    | —        | 27'    | Лига наций УЕФА 2020/2021 |
| 8  | 25 марта 2021   | Сан-Марино  | 5:0  | —    | —    | 1        | 45'    | Отбор ЧМ-2022             |
| 9  | 2 июня 2021     | Австрия     | 1:0  | —    | —    | —        | 61'    | Товарищеский матч         |
| 10 | 6 июня 2021     | Румыния     | 1:0  | —    | —    | —        | 90'    | Товарищеский матч         |
| 11 | 13 июня 2021    | Хорватия    | 1:0  | —    | —    | —        | 90'    | Финальные матчи ЧЕ-2020   |
| 12 | 18 июня 2021    | Шотландия   | 0:0  | —    | —    | —        | 90'    | Финальные матчи ЧЕ-2020   |
| 13 | 22 июня 2021    | Чехия       | 1:0  | —    | —    | —        | 11'    | Финальные матчи ЧЕ-2020   |
| 14 | 5 сентября 2021 | Андорра     | 4:0  | —    | —    | 1        | 90'    | Отбор ЧМ-2022             |
| 15 | 12 октября 2021 | Венгрия     | 1:1  | —    | —    | —        | 90'    | Отбор ЧМ-2022             |
| 16 | 15 ноября 2021  | Сан-Марино  | 10:0 | 1    | —    | —        | 90'    | Отбор ЧМ-2022             |
| 17 | 29 марта 2022   | Кот-д’Ивуар | 3:0  | 1    | —    | —        | 90'    | Товарищеский матч         |
| 18 | 16 июня 2023    | Мальта      | 4:0  | —    | —    | —        | 30'    | Отбор ЧЕ-2024             |

Итого: сыграно матчей: 18 / забито голов: 2; победы: 14, ничьи: 2, поражения: 2. eu-football.info.

## Достижения
«Астон Вилла»
- Победитель плей-офф за выход в Премьер-лигу: 2018/19

Англия
- Серебряный призёр Чемпионата Европы: 2020